# Capilla Contarelli
La Capilla Contarelli es una capilla ubicada en la Iglesia de San Luis de los Franceses de Roma, famosa por conservar una serie de lienzos al óleo del pintor barroco Caravaggio.
La capilla debe su nombre a la adquisición en 1565 de esta por el prelado francés Mathieu Cointrel (Contarelli es la italianización del apellido Cointrel). El propósito de Cointrel era decorar la capilla en honor a San Mateo, patrón suyo. Cointrel contrató primero a Girolamo Muziano, pero falleció sin ver el trabajo ejecutado por lo que dejó en su testamento la comisión de terminarlo y una cuantiosa cifra para tal fin. Esta segunda fase fue encargada a Giuseppe Cesari, quien realizó los frescos de la bóveda. Finalmente los lienzos los terminaría realizando Caravaggio, discípulo del anterior, a partir de 1599.

## La obra

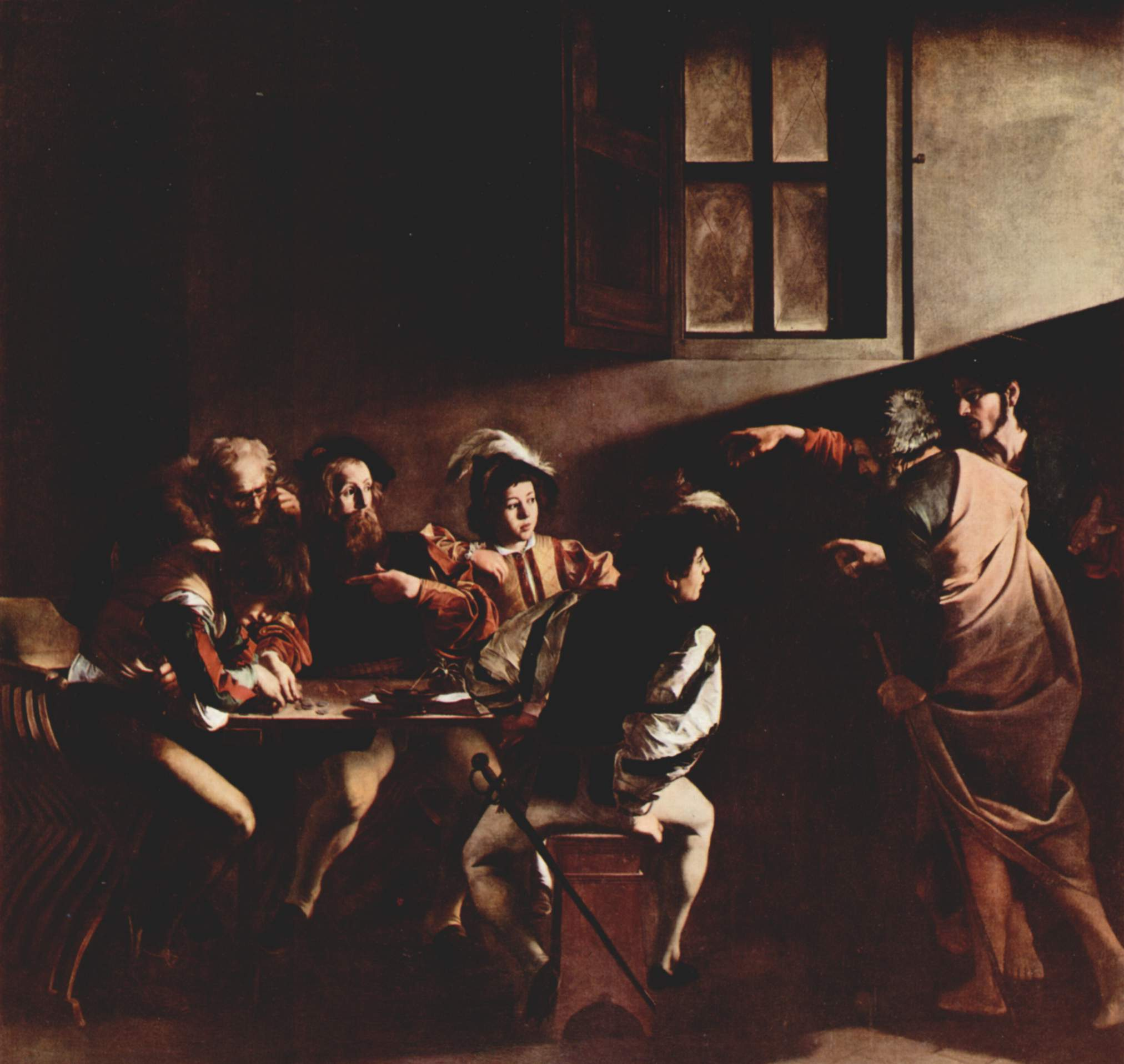
La vocación de San Mateo
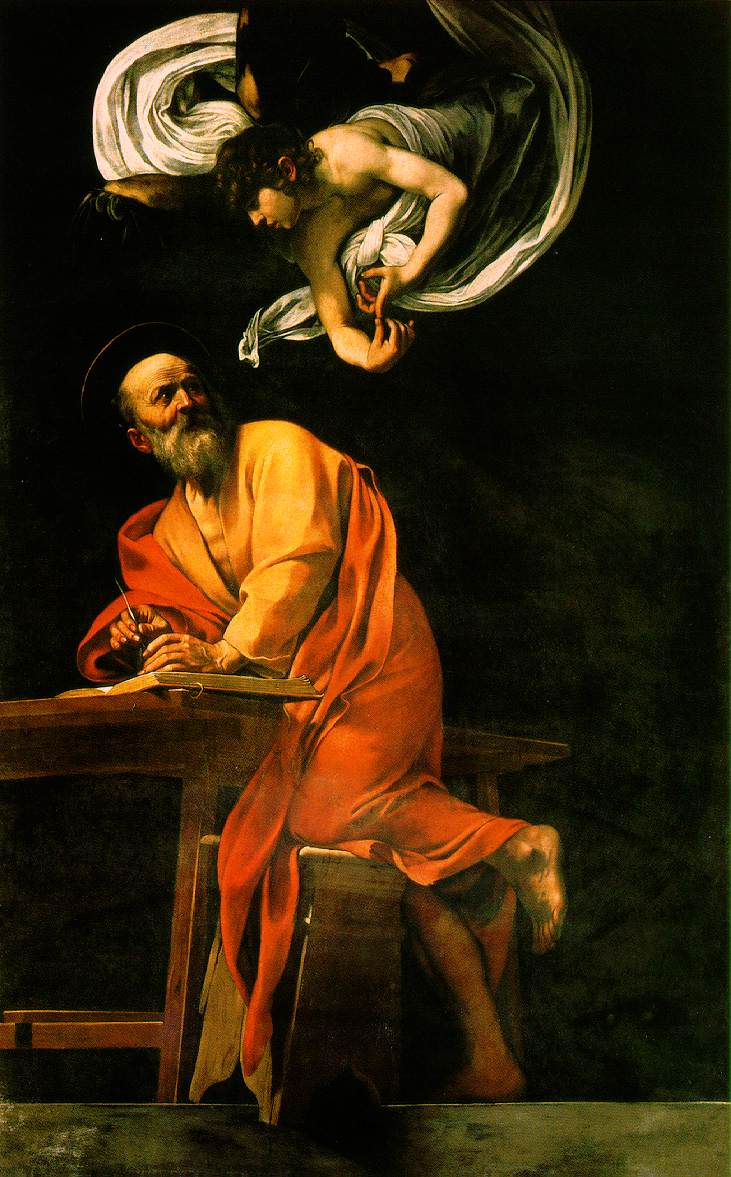
La inspiración de San Mateo
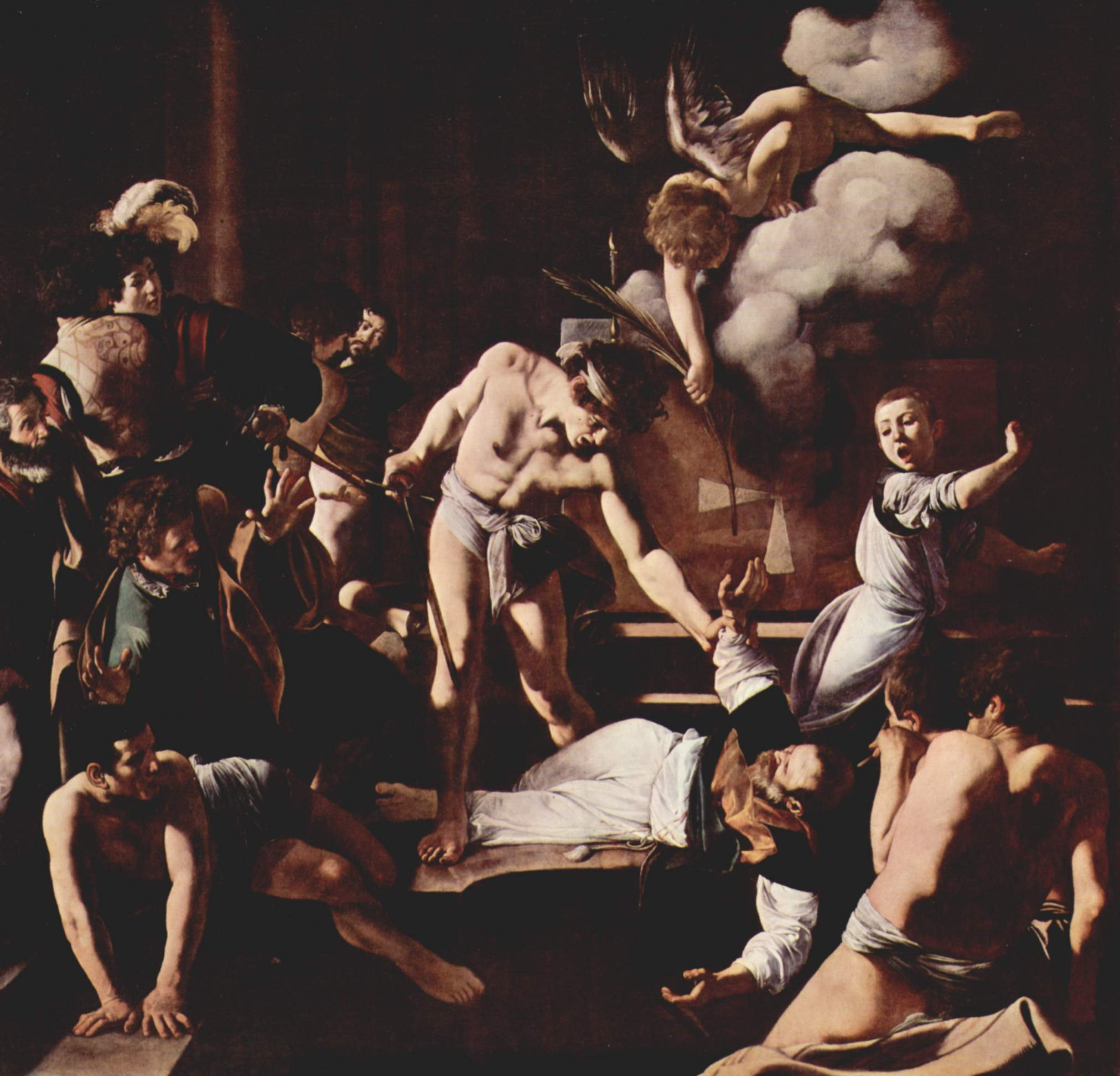
El martirio de San Mateo
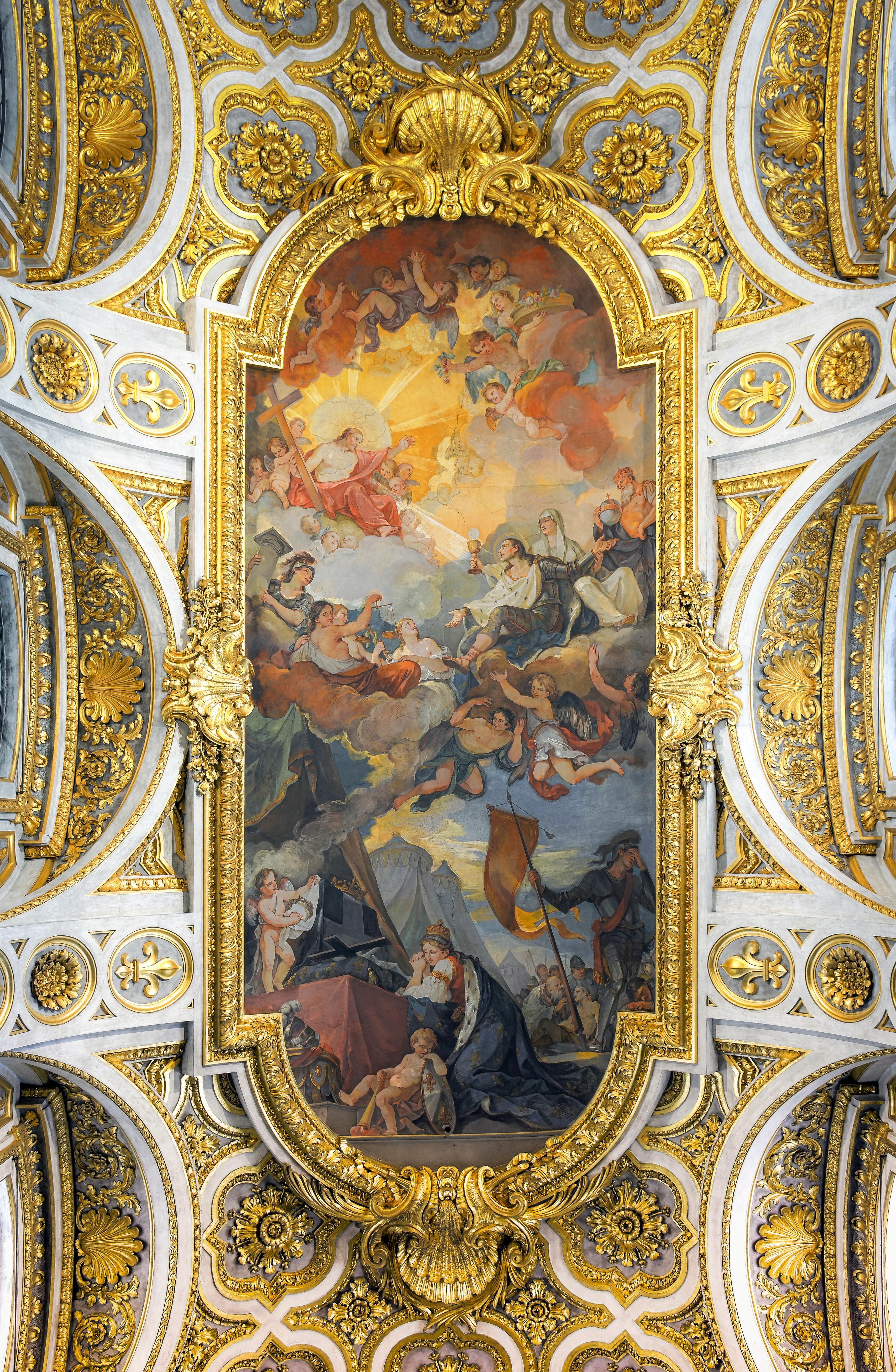
Techumbre

Tres son los lienzos que decoran la capilla: La vocación de San Mateo, La inspiración de San Mateo en su segunda versión pues la primera (el San Mateo y el ángel) fue rechazada y El martirio de San Mateo. También el techo está decorado con unos frescos con temas similares a los cuadros.